# Tianwen-4
Tianwen-4 (chinesisch 天問四號 / 天问四号, Pinyin Tiānwèn Sìhào – „Himmelsfrage 4“) ist eine geplante Mission der Nationalen Raumfahrtbehörde Chinas zur Erforschung des Jupiter und vor allem seines vierten Mondes Kallisto, der äußeren Planeten und der Heliopause. Das Projekt wurde in einer ersten Version am 4. Mai 2020 öffentlich vorgestellt. Es steht unter der wissenschaftlichen Leitung der Fakultät für Erd- und Weltraumwissenschaften der Universität Peking (Zong Qiugang) in Zusammenarbeit mit dem Zentrum für Monderkundungs- und Raumfahrtprojekte der Nationalen Raumfahrtbehörde Chinas (Zhang Rongqiao), der Fakultät für Erd- und Weltraumwissenschaften der Chinesischen Universität für Wissenschaft und Technik, Hefei (Wang Yuming) und dem Nationalen Zentrum für Weltraumwissenschaften (Wang Chi).
Zwischen 2029 und 2032 gibt es ein Startfenster für die Mission,
zunächst ist der Start für September 2029 vorgesehen.

## Geschichte
Am Nationalen Zentrum für Weltraumwissenschaften der Chinesischen Akademie der Wissenschaften beschäftigte man sich seit 2018 mit Konzepten für eine Erkundung des Jupitersystems und weiterer Planeten, vor allem des Uranus.
Später konzentrierte man sich zunächst auf den Jupiter und seinen vierten Mond Kallisto. Am 4. Mai 2020 stellten Wang Chi, der Direktor des Nationalen Zentrums für Weltraumwissenschaften, Zong Qiugang (宗秋刚, * 1965), der Leiter des Instituts für Weltraumphysik und angewandte Technologie (空间物理与应用技术研究所)  an der Fakultät für Erd- und Weltraumwissenschaften der Universität Peking, und Wang Yuming (汪毓明, * 1976), der Leiter der Forschungsgruppe für Sonnenphysik (日地空间物理探测与研究团队) an der Fakultät für Erd- und Weltraumwissenschaften der Chinesischen Universität für Wissenschaft und Technik, Hefei, auf der Hauptversammlung der European Geosciences Union zusammen mit weiteren Wissenschaftlern das verfeinerte Konzept vor.
Wang Chi und Zong Qiugang hatten neben der Jupitermission seit 2018 ein Projekt zur Erkundung der Heliopause und des nahen interstellaren Raums vorangetrieben, das in englischsprachigen Publikationen unter den Bezeichnungen Interstellar Heliosphere Probes oder Interstellar Heliospheric Probes bzw. IHPs sowie Interstellar Express diskutiert wurde. Als die Nationale Raumfahrtbehörde Chinas nun nach dem erfolgreichen Start der Marssonde Tianwen-1 am 23. Juli 2020 eine Liste mit Projekten für die 2021 beginnende zweite Förderrunde für Nationale wissenschaftlich-technische Großprojekte zusammenstellte (ein Fünfzehnjahresplan), kombinierte sie Elemente aus der nach einem Astronomen aus dem 4. Jahrhundert v. Chr. zunächst „Gan De“ genannten Jupitermission mit Elementen aus der Heliopausenmission. Nach einer Erkundung von Jupiter und Kallisto sollte die Sonde in die Tiefen des Weltalls weiterfliegen.
Im weiteren Verlauf entschloss man sich, die Sonde ähnlich wie bei Tianwen-1 in mehrere Komponenten aufzuteilen, die zunächst gemeinsam zum Jupiter fliegen und sich dann trennen sollten: eine Sonde würde das Jupitersystem erkunden, die andere nach dem Voyager-Prinzip am Uranus vorbei in den interstellaren Raum vordringen. Damit hatte man der Mission eine gewisse Redundanz gegeben. Selbst wenn eine Teilsonde versagen sollte, könnte die andere ihrer eigenen Mission weiter nachgehen. Alle Missionen des Planetenerkundungsprogramms tragen nach einem Gedicht von Qu Yuan (340–278 v. Chr.) die Bezeichnung „Tianwen“ („Fragen betreffs des Himmels“), mit einer nach dem vorgesehenen Startdatum fortlaufenden Nummer. Am 24. April 2022 erhielt die Jupiter-Uranus-Mission anlässlich des chinesischen Tags der Raumfahrt den Namen  „Tianwen-4“.

## Geplanter Missionsablauf
Eine aus mehreren Komponenten bestehende Sonde soll nach dem Start im September 2029 mit einer Trägerrakete vom Typ Langer Marsch 5 zunächst in Richtung Venus fliegen und dort im April 2030 mit einem Swing-by-Manöver beschleunigen. Dann fliegt die Sonde zurück zur Erde, wo sie mit zwei weiteren Swing-by-Manövern im Februar 2031 und im Mai 2033 zusätzlich beschleunigt, um nach einer im Vorbeiflug durchgeführten Untersuchung eines Hauptgürtel-Asteroiden zum Jupiter zu fliegen. Vor der Einleitung des Bremsmanövers beim Jupiter-System im Dezember 2035 trennt sich die Sonde in zwei Teile: die mit drei großen Solarmodulen ausgestattete, von der Bauart dem sechseckigen Orbiter von Tianwen-1 vergleichbare „Jupitersystem-Erkundungssonde“ (木星系探测器, englisch einst Jupiter Callisto Orbiter) und die sechseckig-konusförmige, mit einer Radionuklidbatterie ausgestattete „Planetensystem-Durchquerungssonde“ (行星穿越探测器, englisch einst Interstellar Heliospheric Probe).
Die Jupitersystem-Sonde schwenkt zunächst in einen Orbit um den Jupiter selbst ein, um wissenschaftliche Untersuchungen des Planeten und seiner Monde durchzuführen. Nach einer gewissen Zeit verwandelt die Sonde unter Ausnutzung der Anziehungskraft von Ganymed, dem dritten und größten Mond des Jupiter-Systems, ihre Umlaufbahn in eine langgestreckte Ellipse, um schließlich von der Schwerkraft Kallistos, des vierten Jupitermonds, eingefangen zu werden. Nach mehreren Bahnkorrekturmanövern wird schließlich ein kreisförmiger Orbit von 500 km Höhe um Kallisto eingenommen. Wie Zhu Xinbo (朱新波) vom für die Orbiter der chinesischen Tiefraummissionen zuständigen Forschungsinstitut 509 (Satellitenbau) der Shanghaier Akademie für Raumfahrttechnologie am 21. November 2022 auf der 2. Gemeinsamen Arbeitstagung von UNOOSA und der Volksrepublik China zur Weltraumerkundung in Haikou erläuterte, soll aus der Umlaufbahn um Callisto ein Impaktor auf dem Mond zum Absturz gebracht und das Resultat beobachtet werden. Über eine Fernanalyse des Auswurfmaterials will man Erkenntnisse über die chemische Zusammensetzung und den Aufbau des Mondes sowie das eventuelle Vorhandensein von organischen Verbindungen gewinnen.
Die einige hundert Kilogramm schwere Planetensystem-Sonde fliegt unterdessen, nachdem sie mit einem Swing-by-Manöver die Schwerkraft des Jupiter zur Beschleunigung genutzt hat, weiter zum Uranus, wo sie im März 2045 ankommen soll. Nach dem Vorbeiflug am Uranus soll die Sonde in den Randbereich des Sonnensystems und den nahen interstellaren Raum weiterfliegen.

## Telemetrie, Bahnverfolgung und Steuerung
Im Zusammenhang mit dem Mond- und Marsprogramm hat China sein Tiefraumnetzwerk schon sehr gut ausgebaut. Insbesondere seit der Erweiterung der Tiefraumstation Kashgar zu einer 4×35-m-Gruppenantenne im Rahmen des Marsprogramms sind die Voraussetzungen gegeben, um auch Signale aus einer Entfernung von 100 AE, also 15 Milliarden Kilometern zu empfangen. Als Frequenzband für die Übertragung der Nutzlastdaten zur Erde soll das Ka-Band verwendet werden, eventuell auch zusätzlich das X-Band, welches bei gleicher Sendeleistung nur relativ geringe Datenmengen übertragen kann, aber weniger anfällig für Störungen durch atmosphärische Einflüsse wie Wolken oder Regentropfen ist, was im sommerfeuchten Monsunklima Chinas ein wichtiger Faktor ist. Um die wissenschaftlichen Ziele erfüllen zu können, werden die Sonden mit einer Vielzahl von Geräten ausgestattet, die zu übermittelnde Daten produzieren: Magnetometer, Detektoren für energetisch neutrale Atome, anomale kosmische Strahlung und sonstige Partikel, Staub- und Plasma-Detektoren, Spektrometer und optische Kameras. Die militärischen Tiefraumstation Kashgar, Giyamusi und Zapala sowie das 65-m-Tianma-Radioteleskop bei Shanghai verfügen bereits über die entsprechenden Empfänger.
Für Erkundungen in dem Bereich zwischen 100 und 200 AE wäre bei einer Empfindlichkeit der Empfänger von −157 dBm eine Parabolantenne von mindestens 80 m Durchmesser notwendig. Im Kreis Qitai, Provinz Xinjiang wird seit dem 21. September 2022 ein 110-m-Teleskop gebaut, das mit seinem Breitbandempfänger (150 MHz bis 115 GHz) für diesen Zweck geeignet wäre.
Auf den Sonden selbst sollen Hochgewinnantennen mit einem Antennengewinn von mindestens 59 dB im Ka-Band und gegebenenfalls 46 dB im X-Band zum Einsatz kommen, die zwar präzise auf die Erde ausgerichtet werden müssen, aber eine relative hohe Datenübertragungsrate ermöglichen. Diese relativ hohe Datenrate ist wegen der großen Entfernungen absolut gesehen sehr niedrig: sie soll bei einer Entfernung von 100 AE rund 160 bit/s betragen. Empfangen kann die Sonde bei 100 AE mit 20 bit/s und bei 200 AE mit 10 bit/s. Zum Vergleich: Cassini sendete vom Saturn aus, das heißt in etwa 8 AE Entfernung, mit rund 50 kbit/s und empfing Steuersignale von der Erde mit 8 kbit/s. Stand 2019 waren in den chinesischen Tiefraumstationen Klystron-Sender mit einer Leistung von 10 kW installiert. Der Prototyp eines 50-kW-Senders für das X-Band wurde 2018 fertiggestellt und getestet. Zum Vergleich: einer der X-Band-Sender des amerikanischen Deep Space Network hat eine Sendeleistung von 500 kW.
Man versucht, die Kommunikationsprobleme bis zu einem gewissen Grad dadurch zu umgehen, dass die Sonden mit der Fähigkeit zur autonomen Navigation ausgestattet werden. Langfristig soll die zunächst um den Mond konzentrierte Umfassende Kommunikations-, Navigations- und Fernerkundungskonstellation Elsternbrücke bis zu den Riesenplaneten des äußeren Sonnensystems erweitert werden. Dann würde eine Kette von Relaissatelliten zur Verfügung stehen, über die man die Verbindung mit den beiden Teilsonden aufrechterhalten kann.